# Слёзка, Николай Иосифович
Николай Иосифович Слёзка (укр. Микола Йосипович Сльозка; 30 апреля 1928, с. Иваница, Прилуцкий района, Черниговской области Украина — 3 апреля 2009, Одесса) — советский и украинский артист театра и кино. Народный артист Украинской ССР (1980).

## Биография
Родился в крестьянской семье. Окончил школу, служил в армии. С 1954 года учился на режиссерском факультете Киевского института театрального искусства им. Карпенко-Карого, но вскоре перевëлся на актёрский факультет (на курс народного артиста Украины М. П. Верхацкого).
С 1958 — артист Одесского украинского музыкально-драматического театра им. Октябрьской революции. В 1963-1965 гг. — выступал на сцене Российского военного театра в Народной Республике Польша.
С 1965 — работал в Павлоградском коллективе «Целинконцерта».
С 2007 в Одесском академическом украинском музыкально-драматическом театре им. В. Василько .

## Избранные роли в театре
- Иван Стоножка — «97» Н. Кулиша,
- Шельменко — «Шельменко-денщик» Г. Квитки-Основьяненко,
- Потапов — «Протокол одного заседания» Гельман, Александр Исаакович|А. Гельмана,
- Рабурден — «Наследники Рабурдена» Э. Золя,
- Солопий Черевик — «Сорочинская ярмарка» М. Старицкого (по Н.В. Гоголю),
- Андрей Буслай — «Порог» О. Дударева,
- Выборный — «Серебряная свадьба» А. Мишарина,
- Ногавичка — «Голос Великой реки» Д. Кешели и др.

## Фильмография
1. 1973 — До последней минуты — Павел Чекалюк
2. 1974 — Прощайте, фараоны! — Николай Таран, завмеханизацией
3. 1975 — Порт — Бирюков
4. 1975 — Мои дорогие — директор молочной фабрики
5. 1981 — Колесо истории
6. 1981 — Право руководить
7. 1982 — Высокий перевал
8. 1982 — Женские радости и печали — командир радиостанции
9. 1984 — Обвинение
10. 1988 — По улицам комод водили — эпизод
11. 1989 — Светлая личность — Михеич, банщик
12. 1989 — В знак протеста — работник СТО
13. 1991 — Изгой
14. 1991 — И чёрт с нами! — сосед Лёши Муромцева
15. 1994 — Мсье Робина
16. 1994 — Ченч
17. 2009 — Мелодия для шарманки — пассажир